# Ben Elias (Mathematiker)
Benjamin „Ben“ Elias (* 27. Dezember 1983) ist ein US-amerikanischer Mathematiker.
Elias studierte an der Princeton University mit dem Bachelor-Abschluss 2005 und wurde 2011 an der Columbia University bei Mikhail Khovanov promoviert (Soergel diagrammatics for dihedral groups). Er war als Post-Doktorand am Massachusetts Institute of Technology bei Roman Bezrukavnikov und ist Assistant Professor an der University of Oregon (2016).
Er befasst sich mit geometrischer Darstellungstheorie und Kategorifizierung und arbeitete mit Geordie Williamson über die Kazhdan-Lusztig-Vermutungen und Soergel-Bimoduln. Mit Williamson gelang ihm der erste rein algebraische Beweis und eine Vereinfachung der Theorie der Kazhdan-Lusztig-Vermutungen (zuvor 1981 bewiesen von  Jean-Luc Brylinski und Masaki Kashiwara, Alexander Beilinson und  Joseph Bernstein). Dazu bauten sie auf Arbeiten von Wolfgang Soergel auf und entwickelten eine rein algebraische Hodge-Theorie von Soergel-Bimodulen über Polynomringen. In diesem Zusammenhang gelang ihnen auch der Beweis der lange offenen Positivitätsvermutung für die Koeffizienten der Kazhdan-Lusztig-Polynome für Coxetergruppen. Für Weylgruppen (spezielle Coxetergruppen, die mit Liegruppen verbunden sind) gelang dies schon David Kazhdan und George Lusztig, indem sie die Polynome als Invarianten (lokale Schnittkohomologie) von Singularitäten von Schubert-Varietäten interpretierten. Elias und Williamson gelang es diesen Beweisweg auch für allgemeinere Spiegelungsgruppen (Coxetergruppen) zu beschreiten, obwohl es dort im Gegensatz zum Fall der Weylgruppen keine geometrische Interpretation gibt.
Für 2017 erhielt er den New Horizons in Mathematics Prize.

## Schriften
- mit Khovanov: Diagrammatics for Soergel categories, Int. J. Math. and Math. Sciences, 2010, Arxiv
- mit Libedinsky: Indecomposable Soergel bimodules for universal Coxeter groups, Transactions of the American Mathematical society, Band 369, 2016, 3883–3910, Arxiv
- mit Williamson: The Hodge theory of Soergel bimodules, Annals of Mathematics, Band 180, 2014, 1089–1136, Arxiv
- mit Williamson: Kazhdan-Lusztig conjectures and shadows of Hodge theory, Preprint 2014, Arxiv
- mit Williamson: Soergel Calculus, Representation Theory, Band 20, 2016, S. 295–374,  Arxiv
- mit Williamson: Diagrammatics for Coxeter groups and braid groups, Arxiv 2014
- A Diagrammatic Temperley-Lieb Categorification, Int. J. Math. Math. Sci., 2010, Arxiv
- mit Krasner: Rouquier Complexes are Functorial over Braid Cobordisms, Arxiv 2009